# La canción
«La canción» es un sencillo del cantante colombiano J Balvin y el cantante puertorriqueño Bad Bunny, lanzado el 2 de agosto del 2019 como el primero de su álbum colaborativo Oasis. Alcanzó el número uno en México y Estados Unidos.

## Vídeo musical
El video musical de «La canción» se lanzó el 14 de octubre de 2019 y fue dirigido por Colin Tilley. Fue filmado dentro de un club y su trama gira en torno a la disparidad que ocurre cuando termina una relación.

## Rendimiento comercial
Al igual que el resto de las canciones de Oasis, logró aparecer en la lista Billboard Hot Latin Songs, debutando en el número 10. La canción logró encabezar la lista Hot Latin Songs en la semana del 30 de noviembre de 2019, lo que le valió a J Balvin y Bad Bunny su séptimo y tercer sencillo número uno en esa lista, respectivamente. «La canción» es el segundo sencillo de Oasis en la lista en el Billboard Hot 100, ingresando a la lista en el número 98 y más tarde en el número 84.

## Posicionamiento en listas
| Listas (2019)                          | Mejor posición |
| -------------------------------------- | -------------- |
| Argentina (Argentina Hot 100)          | 1              |
| Colombia (National-Report)             | 1              |
| España (PROMUSICAE)                    | 1              |
| Estados Unidos (Billboard Hot 100)     | 1              |
| Estados Unidos (Hot Latin Songs)       | 1              |
| Estados Unidos (Rolling Stone Top 100) | 3              |
| México (Monitor Latino)                | 1              |
| Paraguay (Monitor Latino)              | 4              |
| Paraguay (SGP)                         | 1              |

## Certificaciones
| País (organismo certificador) | Certificación | Unidades certificadas |
| ----------------------------- | ------------- | --------------------- |
| España (PROMUSICAE)           | 2x Platino    | 80 000                |
| Estados Unidos (RIAA)         | Platino       | 60 000                |